# Gabrielle d’Estrées és egyik lánytestvérének portréja
A Gabrielle d'Estrées és egyik lánytestvérének portréja (Gabrielle d'Estrées et une de ses sœurs) ismeretlen festő alkotása, a párizsi Louvre gyűjteményének része.

## Keletkezése
A kép festője ismeretlen, a művészettörténet úgy tartja, hogy a fontainebleau-i iskola egyik alkotója volt. Az iskola két periódusban, a reneszánsz végén és a manierizmus franciaországi megjelenésekor töltött be fontos szerepet. Az iskolát 1528-ban, I. Ferenc király uralkodása alatt alapították.
A képen három női alak látható, ketten a kép előterében, egy selyemmel bélelt kádban ülnek meztelenül. A jobb oldali alak Gabrielle d’Estrées, IV. Henrik francia király szeretője, mellette lánytestvére, Julienne-Hypolite-Joséphine, Villars hercegnője ül.
Az uralkodó 1590 novemberében szeretett bele Gabrielle d'Estrées-be. Felesége, Margit 1586 óta száműzetésben élt, mivel nem tudott örököst szülni. Henrik annyira szerette szeretőjét, hogy kedvére még a katolikus hitre is áttért.
A művészettörténészek között régóta polémia folyik arról, hogy mit jelent a kép, különösen a két női alak közötti szokatlan kézmozdulat. Az egyik nézet egyfajta homoerotikus kapcsolatot tételez fel a szereplőkről, a másik azonban úgy véli, a mellbimbó a termékenység szimbólumaként jelenik meg és kap hangsúlyt a képen. Ezt erősíti a háttérben lévő női figura is, aki babaruhát varr. A kép így a szerető áldott állapotának bejelentésére is utalhat. Gabrielle d'Estrées Henrik koronázógyűrűjét tartja ujjai között, ami annak jele, hogy ígéretet kapott a házasságra.